# 綿陽聖水寺摩崖造像
綿陽聖水寺摩崖造像位於四川省綿陽市遊仙區，文物遺址年代判定為唐至清。2012年7月16日公佈為第八批四川省文物保護單位。
聖水寺摩崖造像位於四川省綿陽市游仙區魏城鎮聖水村。現存龕窟7龕，題記八則，分別開鑿于唐初永徽元年至唐代後期中和年間和明清時期。主要有佛道合龕造像、道教造像和佛教造像三種形式，保存完好。第1盤是空盤。第2龕造型內容，從永徽元年的題記內容來看，應為天尊老君和52真人，並及阿彌陀佛和52菩薩。此類題材的造像較為罕見。其除頭部略有殘破外，保存基本完整。道教造像模仿佛教題材和造型形式，在研究我國宗教、藝術史上具有非常重要的價值。第3、4、5龕均為豎長方形雙重龕，外龕龕楣寶珠形。其龕窟形制、造像內容與隋代和唐初綿陽西山觀玉女泉造像非常相似，應為同一時期的道教造像。第7龕中和年間的水月觀音造像，保存完整，是研究晚唐水月觀音題材造像的重要材料。觀音頭頂沒有佛像，但與長安地區中晚唐時期流行的岩座觀音形象非常相似，高發誓和卷雲紋裝飾的三葉寶冠，飄逸的冠繕，以及岩座的形式，多見於長安地區。聖水寺造像的規模不大，但其保存完整，題記中紀年、內容明確，造型優美，內容獨特，是四川地區一處非常重要的唐代摩崖造像遺存。1985年，聖水寺摩崖造像被綿陽市游仙區人民政府公佈為縣級文物保護單位；2009年，綿陽市人民政府公佈為市級文物保護單位。